# 二村周作
二村周作(ふたむら しゅうさく、1969年 - )は、日本の舞台美術家。玉川大学芸術学部教授。日本舞台美術家協会理事。

## 来歴・人物
1969年、東京都出身。1993年に武蔵野美術大学空間演出デザイン学科を卒業後、2000年に文化庁芸術家在外研究員として渡英。2001年にセントラル・セント・マーチンズにて舞台美術を専攻し修士を取得。日本に帰国後、舞台やテーマパーク、万博などの空間デザインを手がける。
幼少期に祖母と一緒によく行った歌舞伎観劇から「"きれいなもの"」に憧れがあった。学生時代は演劇研究会で活動する傍ら、絵画好きで美術大学に進学したこともあり、美術・演劇が融合した舞台美術の世界に進むことになった。
舞台美術は、劇の単なる背景では無くて、劇の作品性を空間として具現化できると考えており、そこに魅力を感じている。

## 受賞歴
- 第38回伊藤熹朔賞 舞台部門本賞 - 2011年、ミュージカル「キャバレー」舞台装置に対して[5]。
- 第48回紀伊國屋演劇賞 個人賞 - 2013年、舞台「今ひとたびの修羅」・「OPUS/作品」・「クリプトグラム」の美術に対して[6]。
- 第22回読売演劇大賞 最優秀スタッフ賞 - 2015年、舞台「フォレスト・ガンプ」・「ブラック メリーポピンズ」の美術に対して[7]。